# Norton Simon Museum
Ne doit pas être confondu avec Norton Museum of Art.
Le Norton Simon Museum est un musée d'art situé à Pasadena près de Los Angeles en Californie. Il portait le nom de Pasadena Museum of Art avant d'être baptisé en l'honneur de Norton Simon. Les collections comprennent des peintures européennes, des sculptures, des tapisseries et des statues d'Asie du Sud-Est. Les jardins du musée exposent aussi des sculptures.

## Collections
- bronze de Karnataka 1400-1499
- Guariento di Arpo - Italie XIVe siècle
- Giovanni Bellini, Portrait de Jörg Fugger, 1474
- Hans Memling, Le Christ bénissant, 1478
- Neroccio di Bartolomeo de' Landi, Vierge à l'Enfant entre saint Jean-Baptiste et sainte Catherine, 1480-1485
- Raphaël, La Madone Pasadena, vers 1503
- Jacopo Bassano (1515-1592), La Fuite en Égypte
- Jacques Linard, Les Cinq sens aux fleurs
- Dirk Bouts, La Résurrection
- Rubens, David tuant Goliath 1616
- Zurbarán, Nature morte aux citrons et oranges avec une rose 1633
- Rembrandt, Autoportrait
- José de Ribera
- Matthias Stom
- Guido Reni
- Guido Cagnacci, Madeleine repentante, huile sur toile, vers 1660-1663
- Louise Moillon
- Ingres, Le Baron Joseph Vialètes de Mortarieu, 1805
- Édouard Manet
- Edgar Degas, Danseuse sur les pointes, pastel, 1877
- Henri de Toulouse-Lautrec, Femme rousse au jardin
- Vincent van Gogh, Portrait de la mère de l'artiste, 1888
- Paul Cézanne, Marronniers et ferme au Jas de Bouffan, 1884-1885
- Paul Gauguin, La Robe rose, 1899
- Henri Rousseau, Paysage exotique, 1910

## Galerie de photos

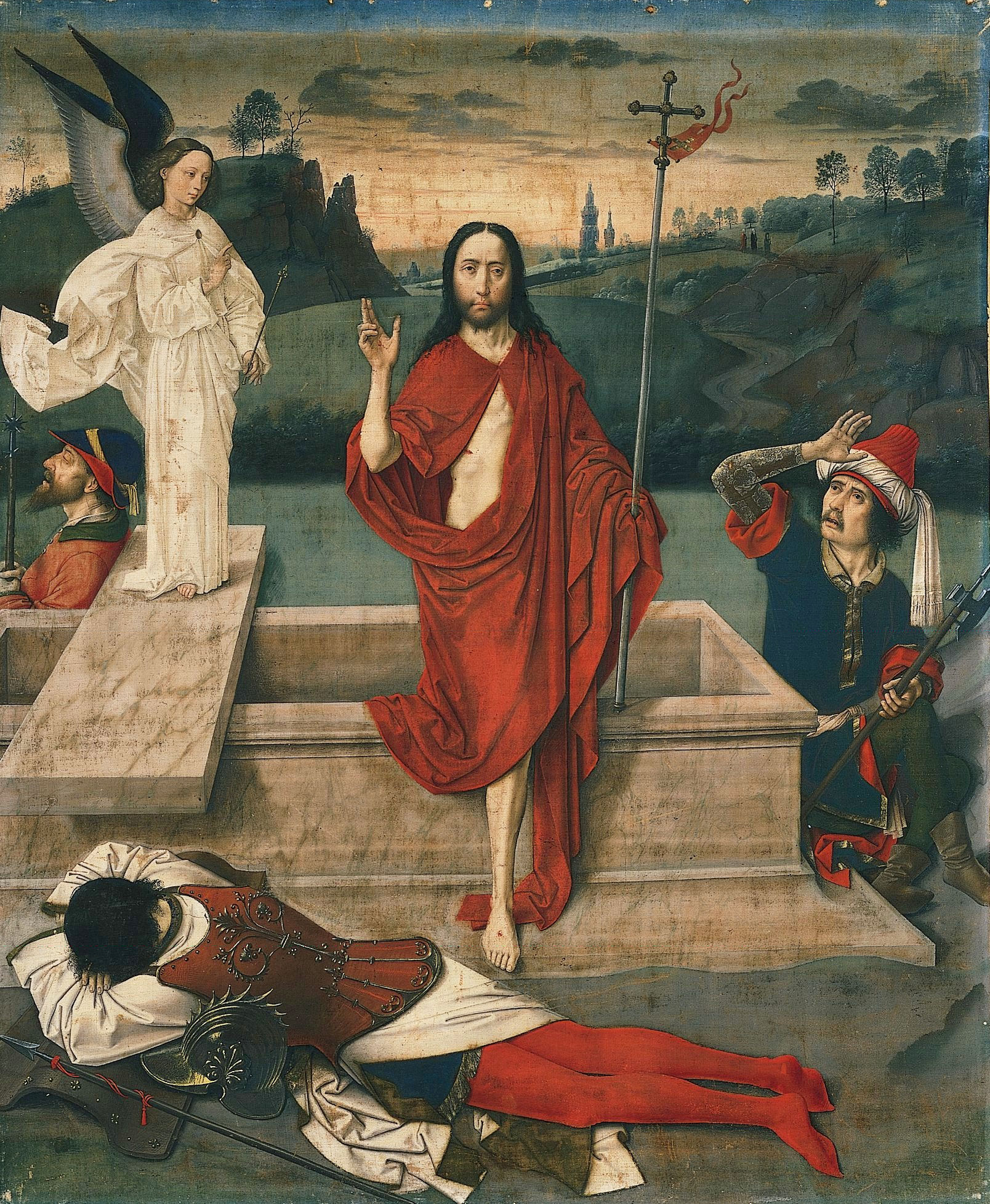
Dieric Bouts - Résurrection (vers 1455)
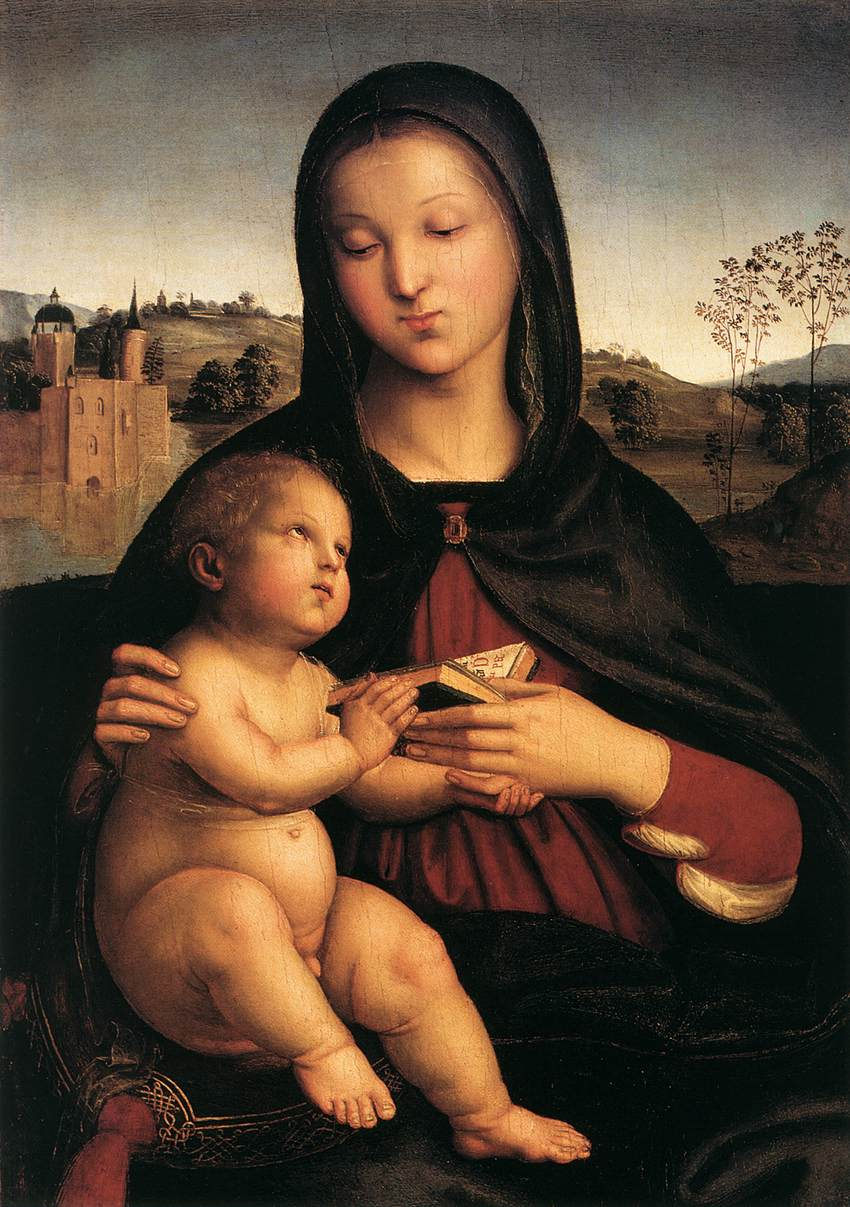
Raphaël - La Madone Pasadena (1503)
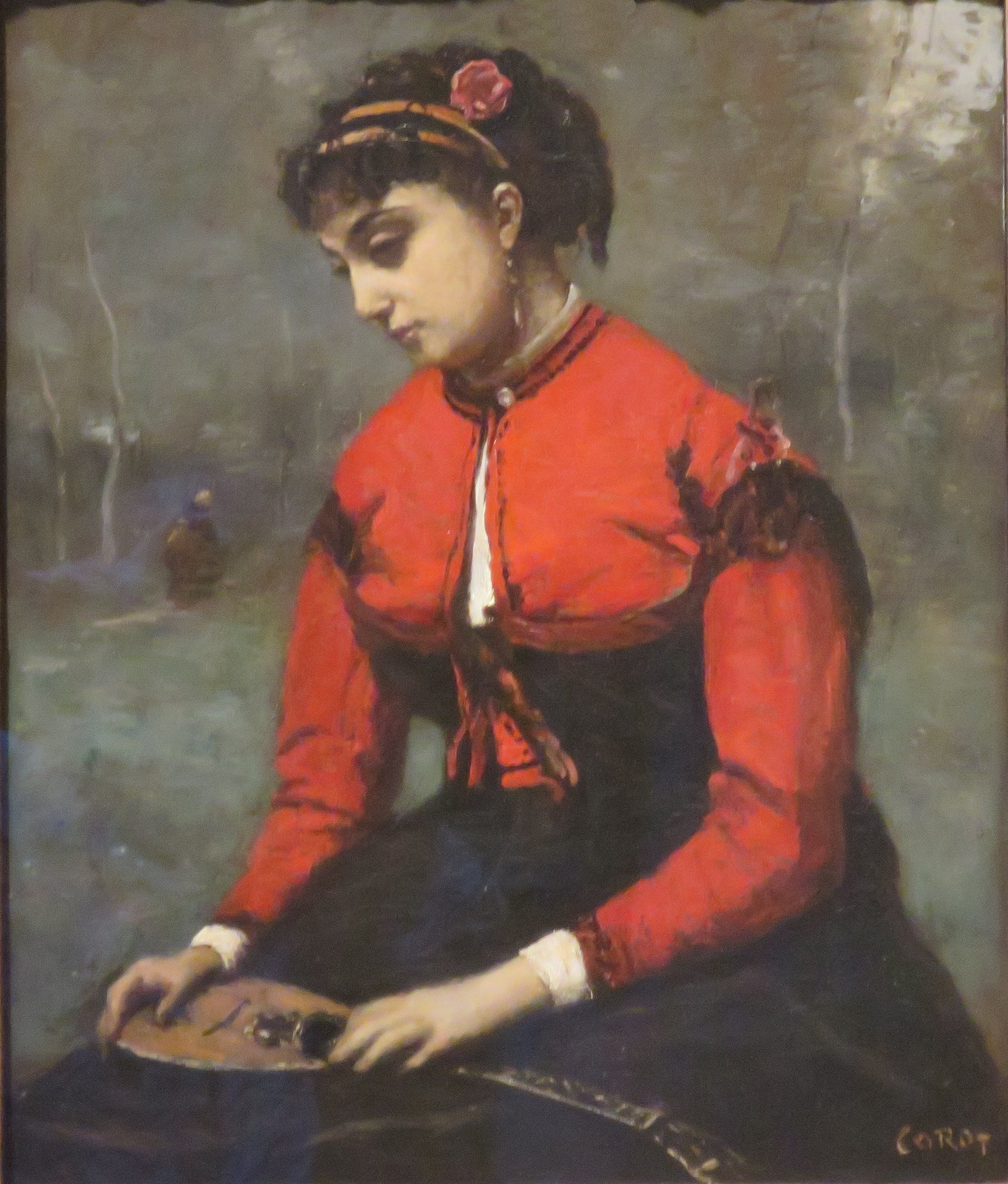
Jean-Baptiste Camille Corot - La Cigale (entre 1865 et 1875)
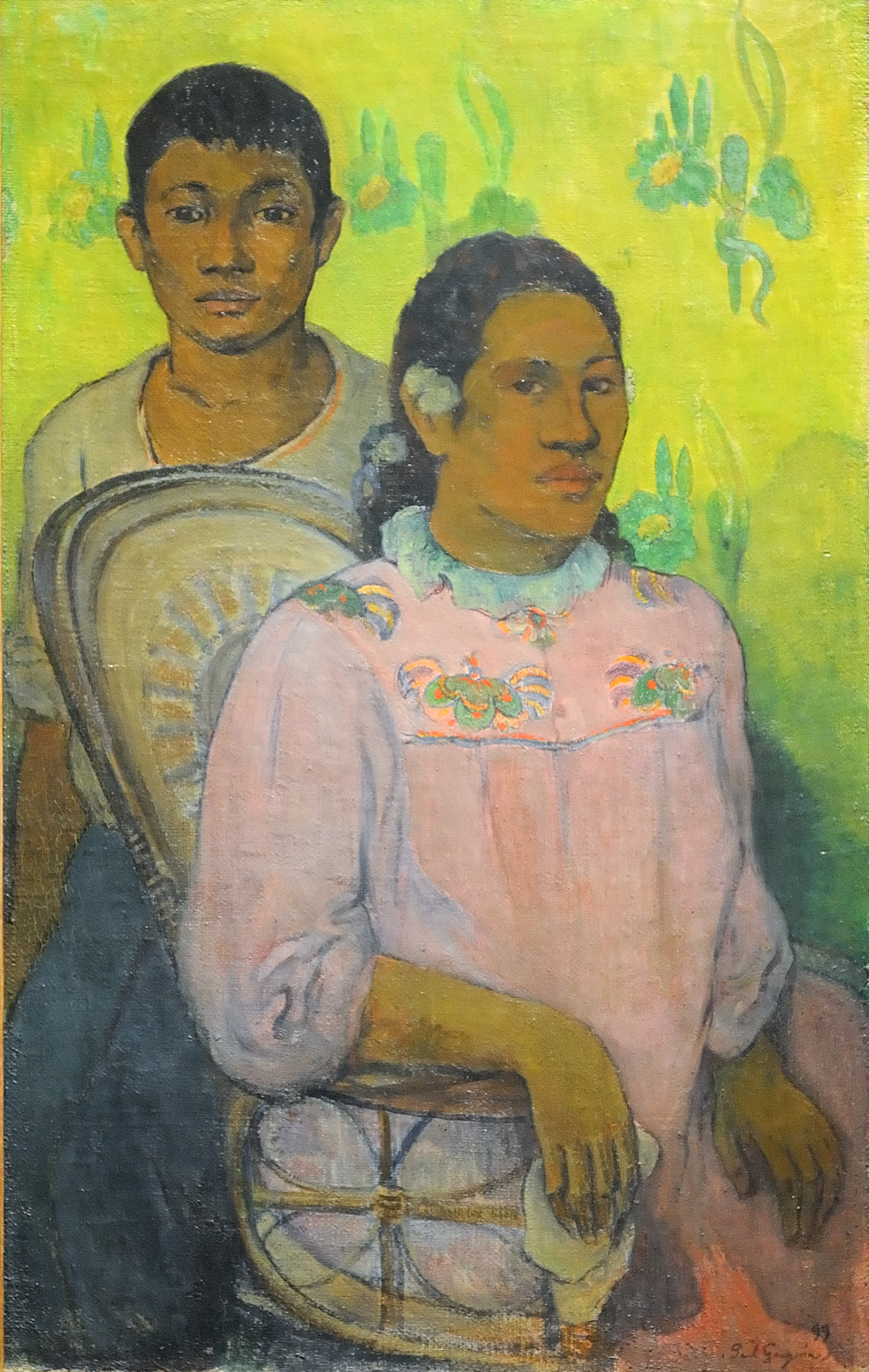
Paul Gauguin - Jeune Fille et Garçon (1899)